# Schloss Spielberg (Spielberg)

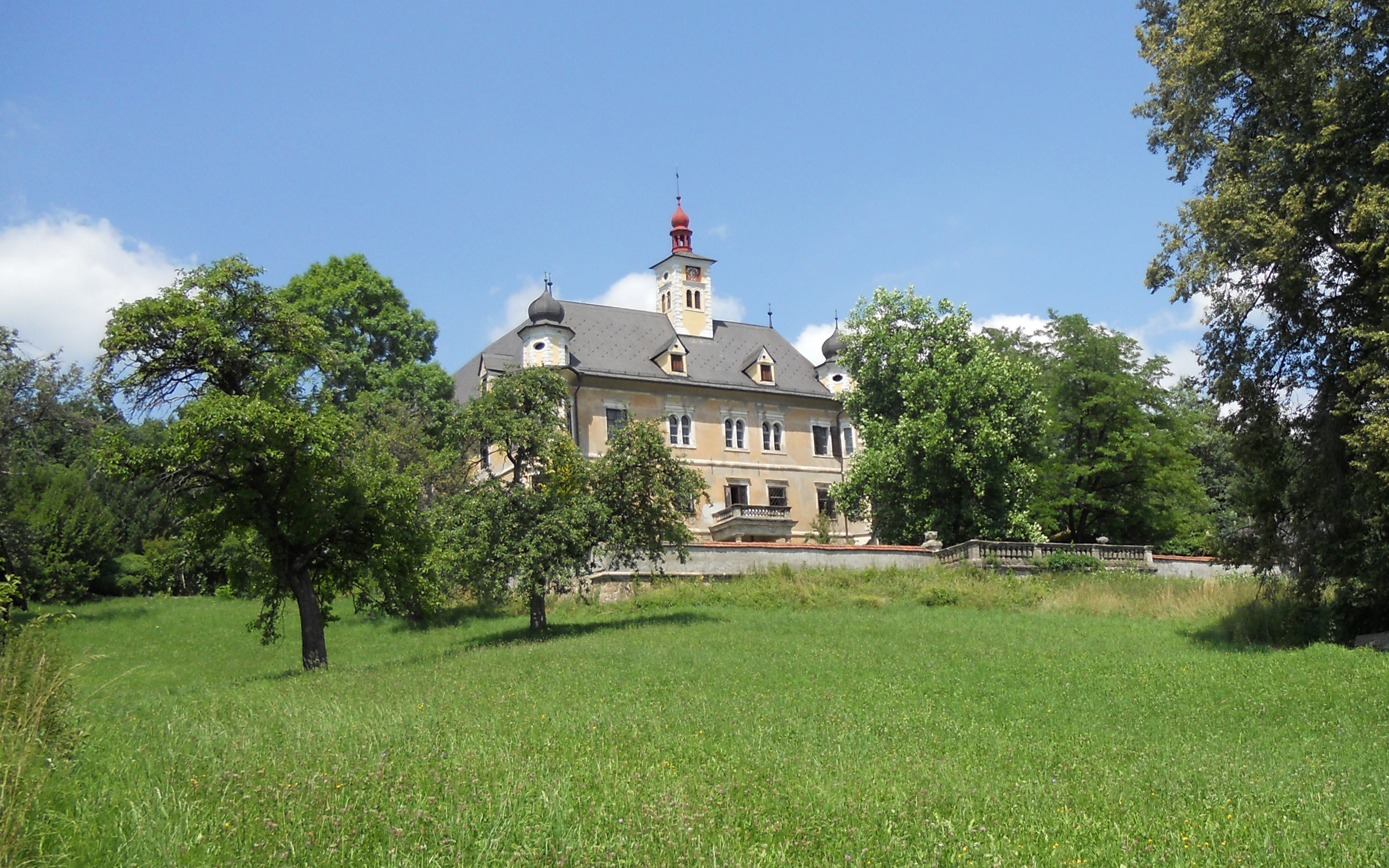
Schloss Spielberg

Das Schloss Spielberg, auch bekannt unter dem Namen Schloss Arbesser liegt in der Stadtgemeinde Spielberg im Bezirk Murtal in Österreich. Schloss Arbesser wurde 1570 errichtet. Das Schloss stand Pate bei der Namensgebung der umliegenden Gemeinde. Um 1575 wurde nur die Herrschaft um das Schloss mit dem Namen Spielberg bezeichnet, später gab das Schloss der gesamten Gemeinde ihren Namen. Die eigentliche Herkunft des Namens Spielberg ist unklar, hat jedoch ein prominentes Beispiel. Die vor wenigen Jahrzehnten im Schloss aufgefundene Verwalterkorrespondenz gehört zu den aufschlussreichsten Quellen über die ländlichen Verhältnisse der Obersteiermark in der Mitte des 18. Jahrhunderts.

## Adelsgeschlechter
Mit der Geschichte des Schlosses ist auch der Werdegang einiger adeliger Familien verbunden, darunter finden sich die Teufenbacher (Teuffenbacher), die Heinrichsperger und die Lachawitz. Seit Anfang des 19. Jahrhunderts ist das Schloss im Besitz der Familie Arbesser-Rastburg.